# Таежка (Красноярский край)
Таежка — посёлок в Большеулуйском районе Красноярского края. Входит в состав Бобровского сельсовета.

## География
Посёлок находится в западной части края, в подтаёжно-лесостепном районе лесостепной зоны, при железнодорожной линии Ачинск — Лесосибирск, на расстоянии приблизительно 25 километров (по прямой) к востоку-юго-востоку (ESE) от Большого Улуя, административного центра района. Абсолютная высота — 275 метров над уровнем моря.
Климат
Климат характеризуется как резко континентальный, с продолжительной морозной зимой и коротким тёплым летом. Средняя температура воздуха самого тёплого месяца (июля) составляет 17,9 °C (абсолютный максимум — 38 °C); самого холодного (января) — −18,2 °C (абсолютный минимум — −61 °C). Продолжительность безморозного периода составляет в среднем 105 дней. Среднегодовое количество атмосферных осадков составляет 474 мм, из которых 341 мм выпадает в период с апреля по октябрь.

## История
До 2014 года входил в состав Кытатского сельсовета.

## Население
| 2010 |
| ---- |
| 130  |

Половой состав
По данным Всероссийской переписи населения 2010 года в гендерной структуре населения мужчины составляли 53,1 %, женщины — соответственно 46,9 %.
Национальный состав
Согласно результатам переписи 2002 года, в национальной структуре населения русские составляли 82 % из 211 чел.